# 462 aC
L'any 462 aC va ser un any del calendari romà prejulià. Durant la República Romana es coneixia com l'Any del consolat de Triciptí i Cicurí, o de vegades, any 292 Ab urbe condita o de la fundació de Roma. La denominació 462 aC per a aquest any s'ha emprat des de l'edat mitjana, quan el calendari Anno Domini va ser el mètode més usat a Europa per a anomenar els anys.

## Esdeveniments

### Grècia
- Els atenencs, després de 3 anys de setge per terra i per mar, van ocupar la ciutat rebel de Tasos. Els habitants es van rendir i van haver de destruir les fortificacions i lliurar les seves naus de guerra, i renunciar a les seves possessions continentals i més de. pagar una contribució en metàl·lic.[2]
- Efialtes, general atenès va aprofitar l'absència de Cimó per desacreditar l'Areòpag o consell judicial que recolzava a Cimó i treure'ls-hi una gran quantitat de prerrogatives per donar-les a la Bulé.[3]
- Revolta d'Inaros, rei o cap de la regió de Líbia, contra els perses a Egipte. Artaxerxes I es veu obligat a intervenir per alliberar l'exèrcit persa que Inaros amb l'ajuda d'Amirteu, príncep de Sais havia envoltat a Memfis. L'any 460 aC hi va fer cap la flota atenenca per ajudar-los.[4]
- Arcesilau IV, rei de Cirene, va guanyar la carrera de carros als Jocs Pitis, segons diu Píndar,[5]

### República Romana
- Luci Lucreci Triciptí i Tit Veturi Gemin Cicurí són elegits cònsols a Roma. Els volscs van atacar territori romà i quan retornaven al seu país carregats de botí Triciptí els va atacar i quasi aniquilar. Per aquesta victòria va obtenir els honors del triomf.[6]
- Els eques, que l'any 463 aC havien ocupat el mont Algidus, van arribar a les portes de Roma.[7]
- Gai Terenci Arsa (o Gai Terentil Arsa), tribú de la plebs, va presentar la llei Terentia de legibus consularis imperii, que proposava la designació de cinc magistrats amb l'encàrrec de redactar i presentar al poble les regles d'exercici dels poders dels cònsols. La llei va tenir una oposició molt forta i finalment va ser rebutjada. Aquest rebuig va portar a la instauració del decemvirat. També se l'anomena lex Terentilia.[8]